# سرگرفته
سرگرفته، روستایی از توابع بخش مرکزی شهرستان پل‌دختر در استان لرستان ایران است.
سرگرفته دردامنه ی کوه بسیاری(شاداب کوه)ودرواقع دربینابین کِوٓرکوه (کبیرکوه)وکوه بسیاری ازدو طرف تنگ فنی و تنگ لیلم ودرنزذیکی دهستان جلوگیرواقع شده است که البته تا حدودا سال ۱۳۸۰تمامی اهالی آن بخاطر رانش زمین به روستای طالقان درشمال جلوگیر مهاجرت کردند.منطقه ای گرم و خشک وازداخل این روستای قدیمی رودخانه ای کم آب می گذردبیشتراهالی کشاورزودامداربوده که بدلیل مهاجرت اکثرا خوش نشین وبه سمت دیگرمشاغل روی آورده انذ

## جمعیت
این روستا در دهستان جلوگیر قرار دارد و براساس سرشماری مرکز آمار ایران در سال ۱۳۸۵، جمعیت آن ۳۲ نفر (۵خانوار) بوده‌است.